# 赤木正雄
赤木 正雄（あかぎ まさお、1887年（明治20年）3月24日 - 1972年（昭和47年）9月24日）は、日本の農学博士・政治家。位階は正三位、勲等は勲一等。文化勲章受章者。
日本において砂防の重要さをいち早く説いた人物で「砂防の父」や「砂防の神様」と称される。
兄は中筋村（現豊岡市）村長の赤木一雄、甥に画家の赤木蘇夫二（そぶじ）、政治学者の赤木須留喜（するき），子供は1男4女，三女(玲子)の岳父はドイツ語学者の武内大造，四女(淑子)の夫は生物学者の太田次郎。

## 生涯

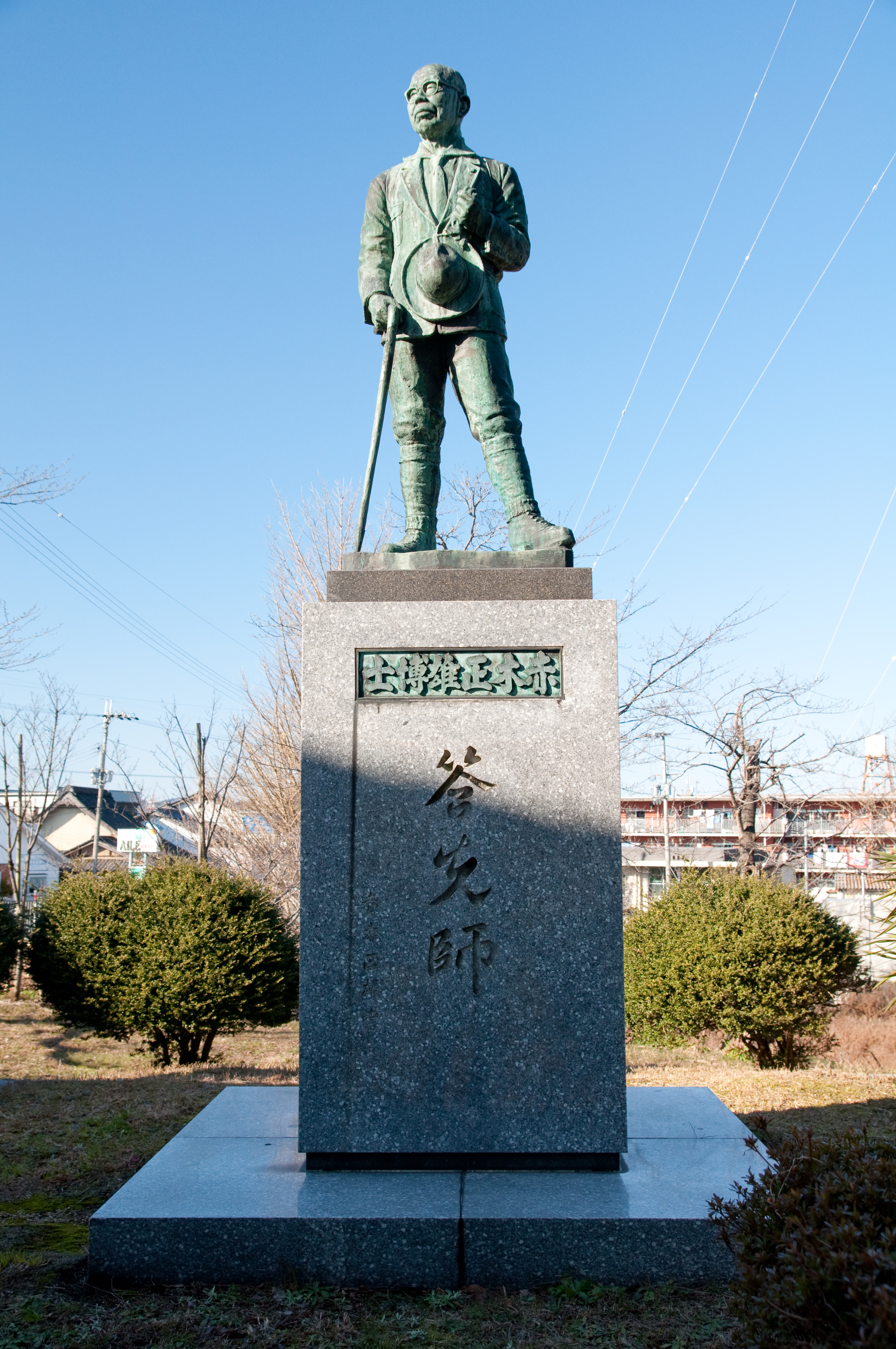
赤木正雄像（兵庫県豊岡市）日下寛治作

### 生い立ち
兵庫県城崎郡中筋村（現豊岡市）引野に生まれる。父甚太夫、母たみの四女二男の末っ子で、地方の豪農であった赤木家は甚太夫で11代目に当たる。
豊岡中学校を経て第一高等学校に進学、1914年（大正3年）に東京帝国大学農科大学林学科を卒業。一高時代、新渡戸稲造校長の「思うに治水事業は決して華々しい仕事ではない。極めて地味な働きである。しかし、人生は表に立って活躍するばかりが最善ではない。よって誰か諸君のうち一人でも治水に捧げて毎年来襲するこの水害を無くすことに志を立てる者はないか」の訓示を聞き、治水・砂防事業に生涯を捧げることを決意する。

### 砂防技術の普及
大学卒業と同時に、内務省入省、大阪土木出張所管内にある滋賀県田上山の山腹工事に従事、その後、吉野川の砂防工事に携わるが、現場の経験を通して日本の砂防技術を発展させる必要性を痛感し自費で1923年(大正12年)オーストリアのウィーン農科大学に留学する。2年間の留学期間中水理実験や欧州各国の砂防現場で学んだ成果を得て1925年(大正14年)に帰国する。
帰国後内務省に復帰し、全国の砂防事業を統括する立場となるとともに、初代立山砂防工事事務所長として、常願寺川の白岩砂防堰堤(重要文化財)の建設を指揮する。また山腹工に渓流砂防を取り込んだ流域全体での砂防計画を確立し、砂防事業を計画的に実施するため1927年(昭和2年)に砂防工事計画書を統一、さらに1936年(昭和11年)には日本で初めての砂防工事全体計画を策定するなど日本の砂防の基礎を築いた。
その一方で、1926年(大正15年)から1945年(昭和20年)まで京都帝国大学農学部、1929年(昭和4年)からは日本大学旧工学部（現日本大学理工学部）において、講師として砂防工学の講義を行い、若き砂防技術者の育成にも力を尽くした。
1935年(昭和10年)京都大学より農学博士の学位を得る。論文の題は「我国の砂防工法に就て」。

### 砂防協会の設立
1929年(昭和4年)のニューヨーク証券取引所の株大暴落に端を発した世界大恐慌により、我が国も大きな影響を受け、昭和大恐慌となった。その対策として、政府が実施した1932年(昭和7年)から1934年(昭和9年)までの時局匡救事業で、砂防予算が飛躍的に増額されたが、翌1935年(昭和10年)には元の少額予算に戻った。一方、1934年(昭和9年)の全国に大きな被害をもたらした室戸台風で、砂防施設の効果を目の当たりにした長野県議会議員が、市町村長の意を帯して内務省に赤木正雄を訪ね砂防事業の減額反対、事業推進の要請を行った。
これを機に砂防事業に対する国民の理解を深め、今後の砂防事業の発展を図るために、砂防協会を結成する事を決意し、1935年(昭和10年)1月に任意団体として、市町村を会員とした全国治水砂防協会を発足させ、1940年(昭和15年)4月に社団法人化した。

### 政治家へ
1942年(昭和17年)3月、内務省を退官する。1946年(昭和21年)7月29日に貴族院議員に勅選され、同成会に所属し1947年（昭和22年）5月2日の貴族院廃止まで在任。同年、第1回参院選では、兵庫県地方区から立候補して当選し（補欠、任期3年）、1956年(昭和31年)まで2期9年務めた。その間、建設委員長や2度の建設政務次官を務めた。
1948年（昭和23年）11月には、昭和天皇に『砂防工事と治水』について進講している。
1951年(昭和26年)4月、アメリカのトルーマン大統領直属の最高技術委員会委員長ウォルター・C・ローダーミルク（Walter C. Lowdermilk）が来日、砂防現場視察において日本の砂防技術を賞賛し、赤木正雄と懇談した際に「砂防」を国際語にすることを提案した。そして同年8月ブリュッセルで開催された国際水文学会で「SABO Works」を世界共通語にしようと提案、SABOは国際語となった。

### 砂防会館建設
砂防協会の永続発展のためには、維持の財源を会費だけに依存するのは危険であり、協会の独立自存のため、また砂防協会の総会などの行事が自前ででき、しかも会員の便宜のためには　独自の会館が必要であると考え、1950年(昭和25年)11月の臨時総会において、会費を拠出し、千代田区永田町に土地を購入する事を決めた。しかし、参議院から国会で使用したいとの要望があり、土地を国会に譲渡し、現在の千代田区平河町の土地になった。
建築条件が著しく変わったため、設計を全面的にやり直し、あらためて入居者を募集する等、大変苦労したが、会員より早期会館建築の強い要望があり、建築資金を国の補助金や民間からの寄付金に頼らず、すべて会員の浄財により1955年(昭和30年)12月に会館建設の起工式を挙行し、1957年(昭和32年)8月に竣工式を行った。

### 砂防一路の生涯
砂防視察に行くときは、赤木スタイルと言われる登山靴にゲートルとレインハット、そしてリュックサックにピッケルの出で立ちで全国各地を歩いた。政界を退いた後も、晩年まで全国の現場を渡り歩くなど精力的に活動した。
1960年（昭和35年）藍授褒章受章。1960年（昭和35年）4月の春の叙勲で勲三等から勲二等に叙され、瑞宝章（勲二等瑞宝章）を受章する。1971年（昭和46年）文化功労者選出、文化勲章を受章する。土木技術者としては2人目の受章。
翌1972年（昭和47年）9月24日、死去した。85歳没。同月26日、特旨を以て位一級を追陞され、死没日付をもって正四位勲二等から従三位勲一等に叙され、瑞宝章（勲一等瑞宝章）を追贈された。
赤木正雄の銅像が東京都千代田区の砂防会館前や豊岡市の円山川沿いに建立されている。
2013年(平成25年)、国の登録有形文化財に登録されている生家の敷地に「砂防の父 赤木正雄展示館」が開館した。

## 著書
- 『アルス土木工学大講座第12 渓流及砂防工学』アルス、1939年、355頁
- 『高等土木工学第16巻 渓流及砂防工学』常磐書房、1941年、220頁
- 『砂防一路』全国治水砂防協会、1963年、500頁
- 『明治大正日本砂防工事々績ニ徴スル工法論　復刻版』全国治水砂防協会、1974年、1冊
- 『砂防工事』赤木正雄顕彰会、1975年、234頁
- 「Modellversuche uber Stromungserschenungen in Buhnenfeldern und Untersuchungen über die Größe des Wirbels im Ecke einer isolierten Buhnen」『土木学会誌 第十三巻第四号』土木学会、1927年、571-625頁
- 「渓流下流部の砂防工事に就て」『土木学会誌 第十四巻第五号』土木学会、1928年、699-725頁
- 「我国砂防工事事績に徴したる工法論」『土木学会誌 第十六巻第十一号』土木学会、1930年、759-794頁